# Маріам Ламберт
Маріам Ламберт (повне ім'я Маріам Айт Хассу-Ламберт, фр. Mariam Lambert-Ait Hassou) — бельгійська гуманітарна діячка, яка мешкає в Нідерландах і є засновницею Фонду годування сиріт (тепер відомого як Фонд Еміля), який знаходить і повертає в Україну депортованих дітей.

## Діяльність
Маріам Ламберт працює в Європейській патентній організації в Рейсвейку з липня 2005 року.
Пані Ламберт відома своєю роботою з надання продовольчої, освітньої та гуманітарної допомоги вразливим дітям та громадам по всьому світу. Фонду годування сиріт розпочав свою діяльність у 2010 році з таких проектів, як будівництво шкіл та підтримка дитячих будинків у Кенії. З роками його місія розширилася, включивши в себе вирішення кризових ситуацій в інших регіонах, в тому числі допомогу дітям, які постраждали від війни.

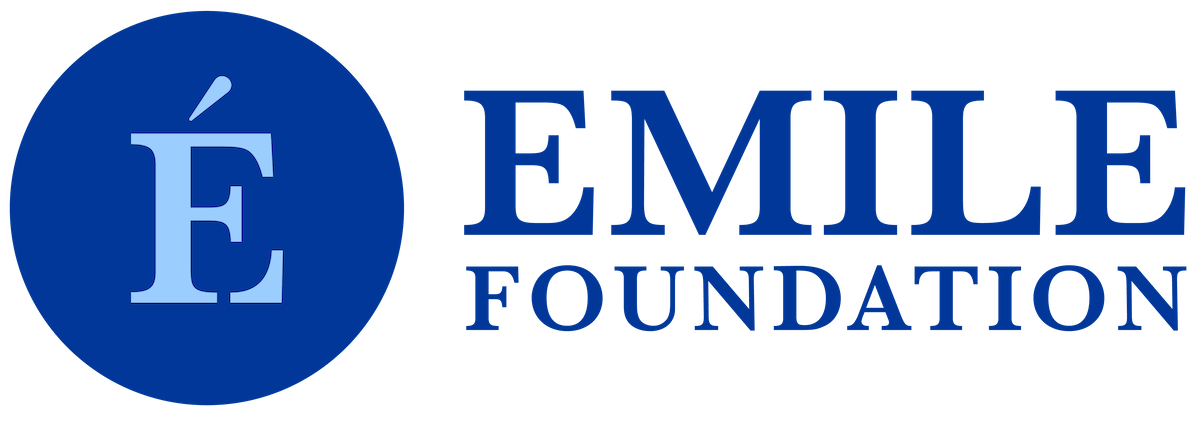
Логотип Фонду Еміля.

Ламберт також бере активну участь у наданні допомоги українським громадам після неспровокованого вторгнення Росії в Україну в лютому 2022 року, що триває. Вона організовувала евакуаційні місії, доставляла медикаменти та працювала над вирішенням проблеми українських дітей, депортованих до Росії. Її ініціативи часто передбачають співпрацю з місцевими та міжнародними партнерами, наголошуючи на швидких, цілеспрямованих діях для задоволення нагальних потреб, таких як їжа, житло та медична допомога.
Олександр Мартиненко стверджував, що Маріам Ламберт допомагала з організацією пресконференції російської пропагандистки Марини Овсяннікової в Києві. Маріам Ламберт заперечила це заявивши
Я не знаю, хто був організатором, і не маю іншої інформації про цей захід, крім того, що він був правомірно скасований.

## Нагороди та відзнаки
- Орден «За заслуги» III ступеня (23 серпня 2022) — За значні особисті заслуги у зміцненні міждержавного співробітництва, підтримку державного суверенітету та територіальної цілісності України, вагомий внесок у популяризацію Української держави у світі.[5]
- Грамота Верховної Ради України (31 серпня 2022).[6]